# Árabes
Os árabes são um grupo étnico semita, nativo principalmente do Oriente Médio e da África setentrional, originário da península Arábica, a qual é constituída majoritariamente por regiões desérticas. As dificuldades de plantio e criação de animais fizeram com que parte de seus habitantes se tornasse nômade, vagando pelo deserto em caravanas em busca de água e de melhores condições de vida. A essas tribos do deserto, dá-se o nome de beduínos.
Existem três fatores que podem ajudar, em graus diversos, a determinar se um indivíduo é considerado árabe ou não:
- políticos: se ele vive em um país membro da Liga Árabe (ou, de maneira geral, no mundo árabe); essa definição cobre mais de trezentos milhões de pessoas;
- linguísticos: se sua língua materna é o árabe; essa definição cobre mais de duzentos milhões de pessoas;
- genealógicos: pode-se traçar sua ascendência até os habitantes originais da península arábica.

A importância relativa desses fatores é estimada diferentemente por diferentes grupos. Muitas pessoas que se consideram árabes o fazem com base na sobreposição da definição política e linguística, mas alguns membros de grupos que preenchem os dois critérios rejeitam essa identidade com base na definição genealógica. Não há muitas pessoas que se consideram árabes com base na definição política sem a linguística — assim, os curdos ou os berberes, geralmente, se identificam como não árabes — mas alguns sim: por exemplo, alguns Berberes consideram-se Árabes, e nacionalistas árabes consideram os Curdos como Árabes.

## Cultura
Segundo Habib Hassan Touma, "a essência da cultura árabe envolve:
- língua árabe
- Islã
- Tradição e os costumes."

E assim, 

Um árabe, no sentido moderno da palavra, é alguém que é cidadão de um estado árabe, conhece a língua árabe e possui um conhecimento básico da tradição árabe, isto é, dos usos, costumes e sistemas políticos e sociais da cultura.
Quando da sua formação em 1946, a Liga Árabe assim definiu um árabe:
Um árabe é uma pessoa cuja língua é o árabe, que vive em um país de língua árabe e que tem simpatia com as aspirações dos povos de língua árabe.
A definição genealógica foi largamente utilizada durante a Idade Média (ibne Caldune, por exemplo, não utiliza a palavra Árabe para se referir aos povos "arabizados", mas somente àqueles de ascendência arábica original), mas não é mais geralmente considerada particularmente significativa.
Embora eventualmente pratiquem ou se interessem por outras religiões como o espiritismo e o candomblé, os árabes são, essencialmente, formados por muçulmanos, judeus e cristãos. Nesse sentido, a maior parte dos árabes, são seguidores do islã, religião surgida na Península Arábica no século VII e que se vê como uma restauração do monoteísmo original de Abraão que, para eles, estaria corrompido pelo judaísmo e cristianismo. Os árabes cristãos são, também, muito numerosos; nos Estados Unidos, por exemplo, cerca de dois terços dos Árabes, particularmente os imigrantes da Síria, da Palestina, do Iraque e Líbano. No Brasil, Argentina, Chile, Venezuela e Colômbia a proporção de cristãos entre os imigrantes árabes é ainda maior mas só recentemente nesses países que a população islâmica evoluiu, sem necessariamente serem muçulmanos árabes. De modo geral todos os imigrantes espalhados pelo mundo "judeus ou cristãos" são uma consequência longínqua dos efeitos das cruzadas.
Durante os séculos VIII e IX, os árabes (especificamente os Omíadas, e mais tarde os Abássidas) construíram um império cujas fronteiras iam até o sul da França no oeste, China no leste, Ásia Menor no norte e Sudão no sul. Este foi um dos maiores impérios terrestres da História. Através da maior parte dessa área, os Árabes espalharam a religião do Islã e a língua árabe (a língua do Alcorão) através da conversão e assimilação, respectivamente. Muitos grupos terminaram por ser conhecidos como "árabes" não pela ascendência, mas sim pela arabização. Assim, com o tempo, o termo "árabe" acabou tendo um significado mais largo do que o termo étnico original. Muitos Árabes do Sudão, Marrocos, Argélia e outros lugares tornaram-se árabes através da difusão cultural.
O nacionalismo árabe declara que os árabes estão unidos por uma história, cultura e língua comuns. Os nacionalistas árabes acreditam que a identidade árabe engloba mais do que características físicas, raça ou religião. Uma ideologia similar, o pan-arabismo, prega a união de todas as "terras árabes" em um Estado único. Nem todos os Árabes concordam com essas definições; os Maronitas libaneses, por exemplo, rejeitam geralmente a etiqueta "árabe" em favor de um nacionalismo maronita mais estreito, transformando o cristianismo que professam em sinal de diferença em relação aos muçulmanos que se consideram árabes (embora, em outros casos, o cristianismo seja o contrário; valor imutavelmente ligado à identidade árabe, a qual transcende a religião, sem negá-la, como é o dos melquitas, cujo Patriarca, Gregório III Laham, afirma "Nós somos a Igreja do Islam").

## Liga Árabe
A Liga Árabe, nome corrente para a Liga de Estados Árabes (em árabe: جامعة الدول العربية), é uma organização de estados árabes fundada em 1945 no Cairo por sete países, com o objectivo de reforçar e coordenar os laços econômicos, sociais, políticos e culturais entre os seus membros, assim como mediar disputas entre estes. Atualmente, a Liga Árabe compreende vinte e dois estados (Egito, Iraque, Jordânia, Líbano, Arábia Saudita, Síria, Iêmen, Líbia, Sudão, Marrocos, Tunísia, Kuwait, Argélia, Emirado Árabes Unidos, Bahrein, Catar, Omã, Mauritânia, Somália, Palestina, Djibouti, Comores, e a Eritreia, que é observadora desde 2003) que possuem no total uma população superior a 200 milhões de habitantes.
A participação da Síria está suspensa desde novembro de 2011 por causa da Guerra Civil Síria, numa votação em que a Síria, o Líbano e o Iémen votaram contra, enquanto o Iraque se absteve.
O objetivo principal da Liga é "aproximar as relações entre os estados membros, coordenar a colaboração entre eles para proteger sua independência e soberania, e considerar, de uma forma geral, os negócios e os interesses dos países árabes".
A capital é a sua cidade de fundação: o Cairo, no Egito.

## Genealogia tradicional árabe
Nas tradições islâmica e judia, os árabes são um povo semita que tem sua ascendência em Ismael, um dos filhos do antigo patriarca Abraão com a egípcia Hagar. Genealogistas árabes medievais dividiram os árabes em dois grupos:
- os "árabes" do sul da Arábia, descendentes de Catã (identificados com o Joctã bíblico). Supõe-se que os catanitas migraram do Iêmen antes da destruição da barragem de Ma'rib (Sad Ma'rib). Os árabes catanitas foram os responsáveis pelas antigas civilizações do Iêmen, incluindo o renomado Sheba bíblico (um descendente de Catã).
- Os "árabes" (musta`ribah) do norte da Arábia, descendentes de Adnan, este supostamente descendente de Ismael via Quedar. A língua árabe, como ela é falada hoje na sua forma corânica clássica, foi o resultado de uma mistura entre a língua árabe original de Catã e o árabe setentrional, que assimilara palavras de outras línguas semíticas do Levante.

## O termo "árabe" na História
Os árabes são mencionados pela primeira vez em uma inscrição assíria de 853 a.C., onde Salmanaser III menciona um rei Gindibu de matu arbaai (terra árabe) como estando entre as pessoas que ele derrotou na batalha de Carcar.

## O significado do termo "árabe"
Segundo uma explicação, a palavra "árabe" significa "claro", "compreensível". Os idosos beduínos ainda utilizam esse termo com o mesmo significado; àqueles cuja língua eles compreendem (por exemplo, falantes de língua árabe), eles chamam árabe, e àqueles cuja língua é desconhecida deles, eles chamam ajam (ajam ou ajami). Na região do Golfo Pérsico, o termo ajam é, frequentemente, empregado para se referir aos persas.
Outra explicação deriva a palavra Árabe de uma outra linha: com uma metatésica, significando viajando pelas terras, isto é, nômade. Desta raiz, derivariam os termos árabe e hebreu, significando nômades.
Já o Dicionário Aurélio situa a etimologia da palavra no termo latino arabe.